# Wake Me Up When September Ends
Pour les articles homonymes, voir Wake Me Up.
Singles de Green Day
Holiday
(2005) Jesus of Suburbia
(2005)
Pistes de American Idiot
Letterbomb Homecoming
Wake Me Up When September Ends est une chanson du groupe américain de punk rock Green Day. La chanson est parue le 13 juin 2005 en tant que quatrième single extrait de leur septième album studio, American Idiot, paru le 21 septembre 2004.

## Genèse
Wake Me Up When September Ends, est la chanson la plus détachée de l'album vis-à-vis de l'histoire de Jesus of Suburbia. Cette chanson, très calme dans son introduction, où seuls des arpèges joués à la guitare acoustique accompagnent le chant d'Armstrong, fait en premier lieu référence au décès de son père en septembre 1982 alors qu'il n'avait que 10 ans. Cependant, le mois de septembre, ainsi que le numéro de piste de la chanson, le 11, font aussi référence aux attentats du 11 septembre 2001 survenus aux États-Unis. Le clip de la chanson montre d'ailleurs un jeune couple séparé à cause d'une intervention militaire en Moyen-Orient.

## Caractéristiques artistiques

### Éditions
Le single est sorti en format CD sous trois versions différentes, la deuxième étant sortie uniquement au Royaume-Uni et la troisième uniquement en Australie. Les chansons live ont été enregistrées lors d'un concert au VH1 Storytellers de Culver City le 15 février 2005. Le single est aussi sorti en vinyle 7", et les singles promotionnels contiennent selon les pays, une version radio, la version album ou ces deux versions de Wake Me Up When September Ends.
Toutes les paroles sont écrites par Billie Joe Armstrong, toute la musique est composée par Green Day.
| 1. | Wake Me Up When September Ends | 4:45 |
| 2. | Give Me Novacaine (live)       | 3:38 |

| 1. | Wake Me Up When September Ends | 4:45 |
| 2. | Homecoming (live)              | 9:24 |
| 3. | Hitchin' a Ride                | 2:52 |

| 1. | Wake Me Up When September Ends | 4:45 |
| 2. | Give Me Novacaine (live)       | 3:38 |
| 3. | Homecoming (live)              | 9:24 |

| A. | Wake Me Up When September Ends | 4:45 |
| B. | Give Me Nocavaine (live)       | 3:38 |

|  | Wake Me Up When September Ends (Version radio) | 4:15 |
|  | Wake Me Up When September Ends (Version album) | 4:45 |

### Thèmes et composition
Cette chanson évoque en partie la mort du père de Billie Joe Armstrong lorsqu'il avait 10 ans, notamment dans les paroles  : « Like my father's come to pass, seven years has gone so fast, Wake me up when September ends. » (« Comme mon père vint à s'éteindre, sept années se sont si vite écoulées, réveille-moi quand Septembre prend fin »). Le père d'Armstrong meurt le 1er septembre 1982, et son fils s'enferme dans sa chambre, demandant à sa mère de ne le réveiller que lorsque le mois de septembre se sera écoulé. La phrase parlant des « sept années s'écoulant si vite » (seven years has gone so fast) est une référence à l'écart de temps séparant l'été 1982 et l'année 1989, durant laquelle Armstrong fonde avec Mike Dirnt et John Kiffmeyer le groupe Sweet Children, qui évolue en Green Day ; les « vingt années » séparent la mort du père d'Armstrong et l'écriture de l'album American Idiot.

## Clip vidéo
Le clip met en scène l'histoire d'un jeune couple amoureux (joué par Jamie Bell et Evan Rachel Wood), montrant le tournant que prend leur vie lorsque le jeune homme décide de s'engager dans le Corps des Marines des États-Unis.

## Réception
| All | Aus | Can | É-U | Fra | R-U | Sui |
| --- | --- | --- | --- | --- | --- | --- |
| 22  | 13  | 1   | 6   | -   | 8   | 22  |